# 파스토랄

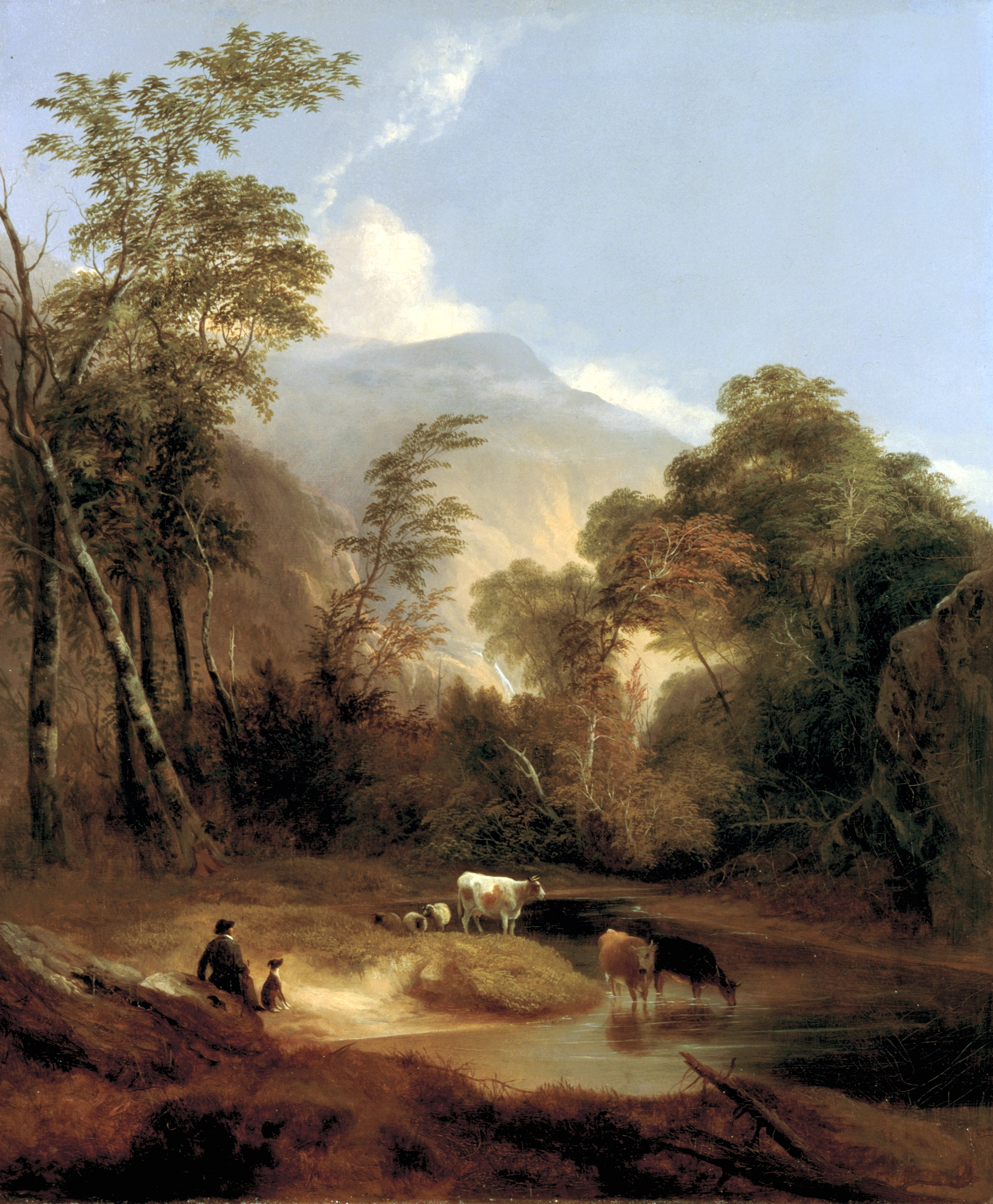

파스토랄(pastoral) 생활 양식은 계절 및 물, 목초지의 이용 가능 변화에 따라 공지 주위로 가축을 모으는 목자들의 생활 양식이다. 이러한 삶을 (일반적으로 도시 청중들에게) 이상적인 방식으로 묘사하는 문학, 예술, 음악 장르가 탄생하게 되었다.

## 파스토랄 음악
파스토랄 음악은 전원풍이라는 뜻이다. 따라서 전원적, 목가적인 곡을 가리킨다. 또 그리스도 탄생시의 목동의 고사(故事)에서 목동의 피리를 암시하는 멜로디를 채택한 완만한 크리스마스의 전원음악도 말한다. 크리스마스 오라토리오나 크리스마스 협주곡 속에는 대체로 이 파스토랄이 삽입되어 있다.

## 같이 보기
- 아르카디아